# 1-碘-3,4-亚甲基二氧苯
1-碘-3,4-亚甲基二氧苯是一种有机化合物，化学式为C7H5IO2。它可由1,3-苯并二氧戊环和N-碘代丁二酰亚胺在三氟乙酸催化下于乙腈中反应制得；或由相应的胺转化为重氮盐，再和碘化钾反应得到。它和三甲基硅基乙炔在催化下反应，可以得到1-三甲基硅基乙炔基-3,4-亚甲基二氧苯。